# Meghalayano
| Suddivisione del Período Quaternario                                                                 | Suddivisione del Período Quaternario | Suddivisione del Período Quaternario | Suddivisione del Período Quaternario | Suddivisione del Período Quaternario |
| Periodo                                                                                              | Epoca                                | Età / Piano                          | Datazione (Ma)                       | Datazione (Ma)                       |
| --- | ------------------------------------ | ------------------------------------ | ------------------------------------ | ------------------------------------ |
| Quaternario                                                                                          | Olocene                              | Meghalayano                          | 0                                    | 0.0042                               |
| Quaternario                                                                                          | Olocene                              | Nordgrippiano                        | 0.0042                               | 0.0082                               |
| Quaternario                                                                                          | Olocene                              | Groenlandiano                        | 0.0082                               | 0.0117                               |
| Quaternario                                                                                          | Pleistocene                          | Tarantiano                           | 0.0117                               | 0.129                                |
| Quaternario                                                                                          | Pleistocene                          | Chibaniano                           | 0.129                                | 0.774                                |
| Quaternario                                                                                          | Pleistocene                          | Calabriano                           | 0.774                                | 1.80                                 |
| Quaternario                                                                                          | Pleistocene                          | Gelasiano                            | 1.80                                 | 2.58                                 |
| Neogene                                                                                              | Pliocene                             | Piacenziano                          | Più antico                           | Più antico                           |
| Suddivisione del periodo Quaternario secondo la Commissione internazionale di stratigrafia del 2020. |                                      |                                      |                                      |                                      |

In geologia, il Meghalayano è l'ultima età geocronologica, ovvero il piano cronostratigrafico più recente dell'Olocene.  Comprende gli ultimi 4200 anni, è stato inserito nella Scala dei tempi geologici dalla Commissione internazionale di stratigrafia (ICS) nel giugno 2018, e prende il nome dal Meghalaya, uno stato dell'India ricco di grotte naturali in una delle quali sono stati rinvenuti i segni isotopici dell'inizio di una lunga siccità che si estese per circa due secoli e si ipotizza abbia determinato gravi sconvolgimenti politici in varie regioni del pianeta Terra.

## Storia

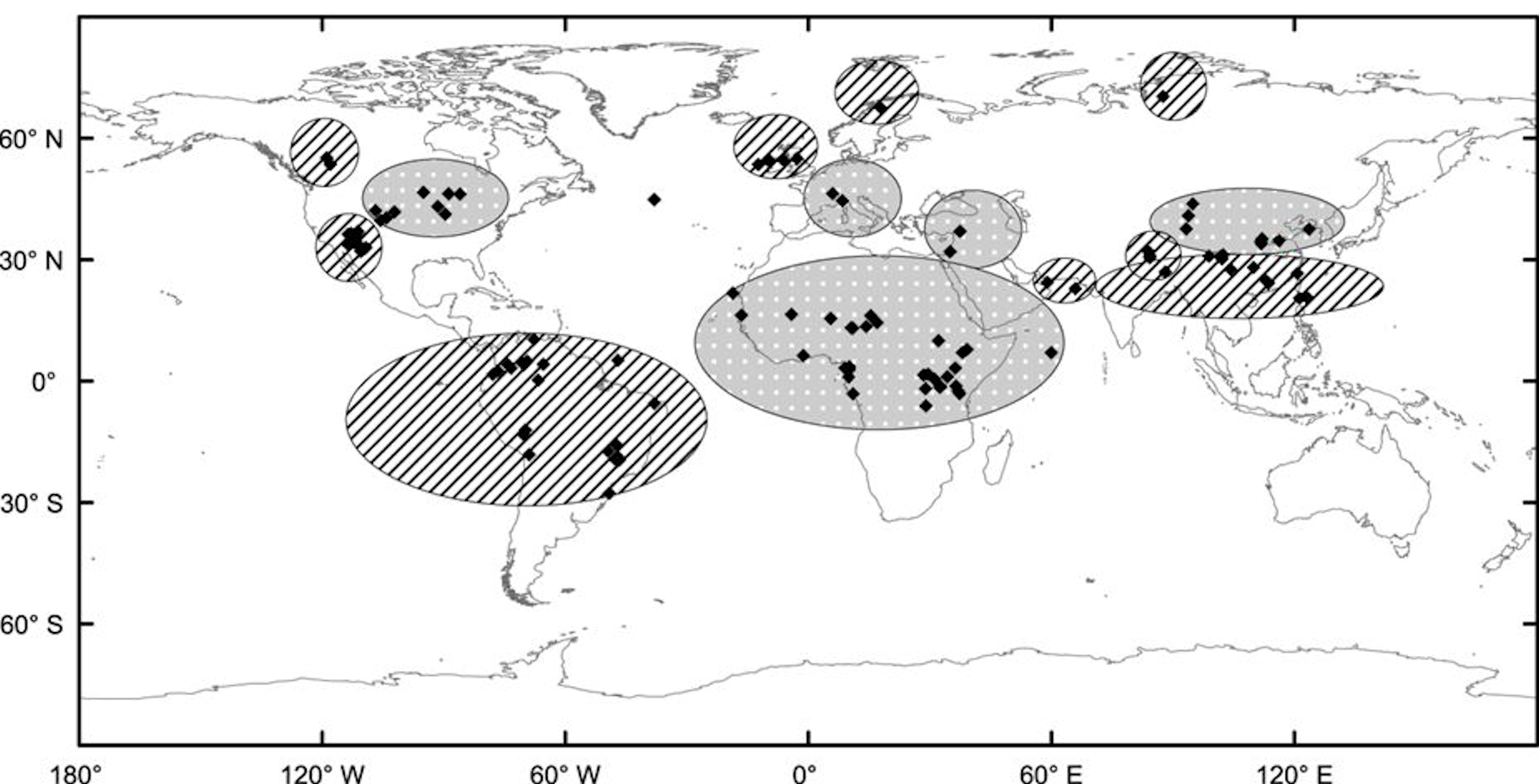
Distribuzione globale dell'«evento 4,2ka BP». Le aree punteggiate indicano le zone interessate da siccità, le aree tratteggiate da umidità o inondazioni.

4200 anni fa si verificò un grave inaridimento noto come «evento 4,2 ka BP» (dove "ka" è l'unità di misura del millennio e "BP" è un'abbreviazione che significa per convenzione "prima del 1950"). Secondo l'archeologo statunitense Harvey Weiss, direttore dal 1978 degli scavi a Tell Leilan in Siria, l'insorgenza della grave siccità attorno al 2200 a.C. determinò gravi sconvolgimenti politici fra i quali la fine dell'Impero Accadico in Medio Oriente. Osservazioni analoghe furono fatte in varie regioni europee e asiatiche, finché nel 2018 l'ICS riconobbe ufficialmente, in base alla datazione uranio-torio, il marker geologico dell'inizio dell'età meghalayana in una stalagmite contenuta nella grotta di Mawmluh, nello stato indiano del Meghalaya. La decisione dell'ICS viene tuttavia contestata: non vi è consenso nella comunità scientifica che l'evento climatico 4,2 ka sia avvenuto in un breve intervallo di tempo e su scala globale. Molti elementi indicano che una siccità generalizzata non si riscontri al di fuori del continente euroasiatico.